# Édouard Cumenge
Édouard Cumenge fue un ingeniero de minas francés, que llevó a cabo trabajos de investigación y desarrollo minero en España, Venezuela, Colombia, Estados Unidos y especialmente en México. Sus trabajos en Baja California del Sur tuvieron como consecuencia la creación de la Compañía de Boleo, y el gran desarrollo minero de esa zona.

## Biografía
Édouard Cumenge nació el 16 de abril de 1828 en Castres (Francia). Estudió en la Escuela Naval de Francia, en el Politécnico y finalmente en la Escuela de Minas de París. En 1851 comenzó a trabajar en el laboratorio de análsis de la propia Escuela de Minas, puesto que abandonó rápidamente para pasar a trabajar en la industria del caucho. A partir de 1873, pasó a dedicarse a la industria minera, en la que continuó el resto de su vida, generalmente como asesor independiente.
A principios de la década de 1880 se desplazó a México, para investigar los yacimientos de cobre de Baja California, por cuenta del banco de  Mirabaud y Cía y del  de los Rothschild. El  informe sobre estas minas preparado conjuntamente con  Georges de la Bouglise indujo al banco Mirabaud  a crear la Compañía de Boleo (Compagnie du Boléo) el 16 de mayo de 18854. Entre  1885 a 1895, Cumenge fue el director general de la empresa. Posteriormente actuó como administrador de la fábrica de productos químicos de l'Estaque, cerca de Marsella, que procesaba minerales de las minas de Río Tinto, en España. Su interés por la investigación minera le llevó al Transvaal en Sudáfrica, en 1897, aunque dada la situación política, abandonó el país rápidamente.

## Estudios mineralógicos
Durante su trabajo en el yacimiento de Boleo, Cumenge recogió muestras que permitieron describir tres especies nuevas, la boleíta, la pseudoboleíta y la cumengeíta. Esta última, descrita por Mallard, recibió el nombre como homenaje a su persona. Durante su estancia en los Estados Unidos, recogió en una mina de Montrose, colorado, las muestras con las que posteriormente se describiría la carnotita como una nueva especie mineral. Durante su estancia en España recogió en el paraje de la Solana de Martín, en Güéjar Sierra (Granada), muestras en forma de cristales de un sulfuro de cobre y antimonio, que consideró semejante a la wolfsbergita, pero considerándola una especie nueva, a la que llamó güejarita. Ambos nombres son considerados actualmente sinónimos de la calcostibita. También llevó a cabo un detallado estudio sobre los minerales de Río Tinto (Huelva) Junto con Philippe-Jacques-Edmond Fuchs publicó en 1888 una importante monografía sobre el oro, formando parte de la Enciclopedia química de Fremy.